# Vidskärs fjärden
Vidskärs fjärden (finska: Vidskärinselkä) är en fjärd i Finland. Den ligger i Korpo i landskapet Egentliga Finland, i den sydvästra delen av landet, 200 km väster om huvudstaden Helsingfors.
Vidskärs fjärden avgränsas av Värpeln och Vidskär i norr, Mossaskär och Tränskär i öster, Jurmo i sydöst, Bokulla i söder, Torvskär i sydväst samt Pattonskär och Stora revet i väster. Den ansluter till Kvigharu fjärden i norr, Jurmo fjärden i sydöst och Luckuskärs fjärden i sydväst.